# 旭町 (宝塚市)
旭町（あさひまち）は、兵庫県宝塚市に存在する町丁。現行行政地名は旭町1丁目から旭町3丁目である。郵便番号は665-0835。

## 概要
旭町は宝塚市内の南寄りに位置する。町内の周辺では西に宮の町や武庫川町、南に美座、東に向月町や鶴の荘、北に清荒神とそれぞれ接している。

### 地価
住宅街の地価では2016年（平成28年）の公示地価によれば、旭町2-6-27の地点で160,000（円/m2）となっている。

## 世帯数と人口
2022年（令和4年）7月31日現在の世帯数と人口は以下の通りである。
| 町丁       | 世帯数    | 人口    |
| ---------- | --------- | ------- |
| 旭町一丁目 | 591世帯   | 1,284人 |
| 旭町二丁目 | 416世帯   | 874人   |
| 旭町三丁目 | 445世帯   | 988人   |
| 計         | 1,452世帯 | 3,146人 |

## 小・中学校の学区
市立小・中学校に通う場合、学区は以下の通りとなる。
| 番地       | 街区 | 小学校             | 中学校               |
| ---------- | ---- | ------------------ | -------------------- |
| 旭町一丁目 | 全域 | 宝塚市立宝塚小学校 | 宝塚市立御殿山中学校 |
| 旭町二丁目 | 全域 | 宝塚市立美座小学校 | 宝塚市立宝塚中学校   |
| 旭町三丁目 | 全域 | 宝塚市立美座小学校 | 宝塚市立宝塚中学校   |

## 周辺の交通
道路
- 国道176号が当町内を東西に貫いている。

バス路線
- 阪急バスの宝塚営業所の内の宝塚すみれガ丘線のバスや、阪神バスの宝塚甲子園線や安倉団地循環線のバスが、宝塚駅（JR西日本福知山線（宝塚線）や阪急電鉄宝塚線・今津線）から当町内の宝塚警察署前を経由しながら宝塚市立病院など各方面へ結んでいる。鉄道路線の駅が当町内に存在しないために、当町内から先述のいずれかのバスで宝塚駅などへ移動する場合が多い。

## 周辺の主な施設
1丁目
- 宝塚警察署
- カレーハウス CoCo壱番屋宝塚国道176号店

2丁目
- 兵庫県宝塚総合庁舎
- TSUTAYA宝塚店
- ファミリーマート宝塚警察署前店
- トーホー宝塚旭町店
- ココカラファイン宝塚旭町店

3丁目
- 兵庫日産自動車宝塚北店